# Mărtinești, Hunedoara
Mărtinești este satul de reședință al comunei cu același nume din județul Hunedoara, Transilvania, România.